# San Antonio Spurs 2007-2008
La stagione 2007-08 dei San Antonio Spurs fu la 32ª nella NBA per la franchigia.
I San Antonio Spurs vinsero la Southwest Division della Western Conference con un record di 56-26. Nei play-off vinsero il primo turno con i Phoenix Suns (4-1), la semifinale di conference con i New Orleans Hornets (4-3), perdendo poi nella finale di conference con i Los Angeles Lakers (4-1).

## Classifica
Southwest Division
|  |    |                      | G  | V  | P  | %    | GB |
|  | -- | -------------------- | -- | -- | -- | ---- | -- |
|  | 1. | N.O. Hornets (2)     | 82 | 56 | 26 | 68,3 | -  |
|  | 2. | San Antonio Spurs(3) | 82 | 56 | 26 | 68,3 | -  |
|  | 3. | Houston Rockets (5)  | 82 | 55 | 27 | 67,1 | 1  |
|  | 4. | Dallas Mavericks (7) | 82 | 51 | 31 | 62,2 | 5  |
|  | 5. | Memphis Grizzlies    | 82 | 22 | 60 | 26,8 | 34 |

## Roster
| N° | Naz.                   | Ruolo | Sportivo          | Anno | Alt. | Peso |
| -- | ---------------------- | ----- | ----------------- | ---- | ---- | ---- |
| 1  | Stati Uniti (bandiera) | A     | DerMarr Johnson   | 1980 | 206  | 91   |
| 3  | Stati Uniti (bandiera) | G     | Keith Langford    | 1983 | 193  | 98   |
| 3  | Stati Uniti (bandiera) | G     | Damon Stoudamire  | 1973 | 178  | 78   |
| 4  | Stati Uniti (bandiera) | GA    | Michael Finley    | 1973 | 201  | 98   |
| 5  | Stati Uniti (bandiera) | A     | Ime Udoka         | 1977 | 198  | 98   |
| 7  | Argentina (bandiera)   | A     | Fabricio Oberto   | 1975 | 208  | 111  |
| 9  | Francia (bandiera)     | G     | Tony Parker       | 1982 | 188  | 82   |
| 11 | Stati Uniti (bandiera) | G     | Jacque Vaughn     | 1975 | 185  | 86   |
| 12 | Stati Uniti (bandiera) | A     | Bruce Bowen       | 1971 | 201  | 84   |
| 15 | Stati Uniti (bandiera) | A     | Matt Bonner       | 1980 | 208  | 109  |
| 16 | Paesi Bassi (bandiera) | C     | Francisco Elson   | 1976 | 213  | 107  |
| 17 | Stati Uniti (bandiera) | G     | Brent Barry       | 1971 | 198  | 84   |
| 20 | Argentina (bandiera)   | G     | Emanuel Ginóbili  | 1977 | 198  | 95   |
| 21 | Stati Uniti (bandiera) | AC    | Tim Duncan        | 1976 | 211  | 112  |
| 23 | Stati Uniti (bandiera) | GA    | Jeremy Richardson | 1984 | 198  | 84   |
| 25 | Stati Uniti (bandiera) | A     | Robert Horry      | 1970 | 206  | 100  |
| 28 | Francia (bandiera)     | C     | Ian Mahinmi       | 1986 | 211  | 107  |
| 33 | Stati Uniti (bandiera) | A     | Marcus Williams   | 1986 | 201  | 93   |
| 35 | Stati Uniti (bandiera) | G     | Darius Washington | 1985 | 188  | 88   |
| 40 | Stati Uniti (bandiera) | A     | Kurt Thomas       | 1972 | 206  | 104  |
| 42 | Stati Uniti (bandiera) | A     | Bobby Jones       | 1984 | 201  | 98   |

## Staff tecnico
- Allenatore: Gregg Popovich
- Vice-allenatori: Mike Budenholzer, Don Newman, Brett Brown, Chip Engelland, Chad Forcier
- Preparatore fisico: Mike Brungardt
- Preparatore atletico: Will Sevening
- Assistente preparatore:Chad Bergman